# Трусевичи
Трусевичи (пол. Trusiewicz) — дворянский род.
Потомство Прокофия Трусевича, войскового товарища (1761).

## Описание герба
В красном поле золотой кавалерский крест, сопровождаемый снизу золотым полумесяцем.
Щит увенчан дворянскими шлемом и короной. Нашлемник: пять страусовых перьев. Намёт на щите красный, подложенный золотом.